# Виница (квартал в Варне)
Виница — квартал в городе Варна, до этого была деревней. Его старое название Кестрич. Квартал носил название Кестрич до 1934 года, когда его переименовали на Царево, с 1944 квартал называется Виница. Расположен в 3 км от курорта «Св. Константин и Елена». В основном застроен одноэтажными домами. Квартал является частью Приморского района, который является крупнейшим районом в Болгарии по численности населения. Винница находится всего в нескольких километрах от центра города.

## Население
В настоящее время в квартале проживает около 8.500 жителей, в основном гагаузы и в последние годы много русскоязычных жителей.

## История
Виница в прошлом была заселена исключительно гагаузами. После освобождения из 100 домов 12 являются болгарскими, остальные — Гагаузскими. До аннексии Добруджи   Болгарией многие жители тогдашнего села Кестрич говорили только на гагаузском, а в школе учили греческий. Причина этому в том, что гагаузы являются христианами, и приняли главенство Вселенского Патриарха в Константинополе. Службы в церкви они вели на греческом. Таким образом, «официальным» языком являлся греческий, а в быту использовали Гагаузский. Тогда гагаузы считались греками в плане не этнической принадлежности, а в плане элиты. Националистические наклоны в контакте греческих священников с гагаузскими простолюдинами на болгарской территории вели к разборкам среди них, в этих разборках гагаузы с гордостью представляли себя как греков, крестились в греческой церкви и говорили на гагаузском, когда пойдут в панаир. Выступая за греческую церковь, гагаузы из села организуют демонстрацию против перехода деревни в болгарский экзархат и введение болгарского языке вместо греческого в школах. Это продолжается в течение короткого времени и после аннексии добружи Болгарией. Кестрич с Варной являлись самым сильным оплотом греческого митрополита калиник. Тогда много семей из района временно переехали в Грецию, жалуясь на дискриминацию и преследования со стороны болгарских властей. Однако некоторые вернулись обратно, из-за плохих экономических условий в Греции в то время.
Во время Балканской войны в 1912 году, 1 человек из деревни Кестрич добровольцем пошёл в Македоно-одринское ополчение.

## Праздники
Каждый год 2 мая организуется концерт и панаир. Этот день считается праздником Виницы. В этот же день проходит и праздник местной церкви, Св. «Афанасия».

## Общественная деятельность
В Виннице есть школа имени «Панайот Волов», который расположен в центре квартала. В школе дети учатся до 8 класса. Школа имеет более 125 -летнюю историю, и несколько раз меняла своё имя. На выезде из квартала, в направлении Аладжа Монастырь расположена конная база, которая ещё пару лет назад широко использовалась, но со временем возможно будет заброшена. Автобус, который соединяет квартал с центральной частью города Варна № 31. Обслуживается целый год линия № 31А, маршрут: Виница — Св. Константин и Елена — Жд.Вокзал.